# 瑞利-里兹法
瑞利-里兹法是广泛应用于应用数学和机械工程领域的经典数值方法，它可以用来计算结构的低阶自然频率。瑞利-里兹法也广泛应用于量子化学领域。
它是直接变分法的一种，其定义于赋范线性空间的函数最小值由其空间上的元素线性组成来估计。该方法可以用于求解解析解难以得到的问题。
在机械工程领域，它被用于计算多自由度系统（如弹簧-质量系统、变截面轴上的飞轮）大致的共振频率；还可以计算圆柱体的折断载荷。瑞利-里兹法是瑞利法的扩展。
以下的讨论举一个最简单的例子（2个集中弹簧和2个集中质量，并只考虑2个模态振型）。因此 M = [m1, m2] 且 K = [k1, k2].
为该系统假设一个由两项组成的模态振型，其中一个用因数 B加权。例如Y = [1, 1] + B[1, −1]。
简谐运动理论认为挠度等于0时的速率为角频率{\displaystyle \omega }乘以最大挠度(y)。本例中，每个质量的动能(KE)等于{\displaystyle {\frac {1}{2}}\omega ^{2}Y_{1}^{2}m_{1}} 等等，而每个弹簧的势能(PE)等于{\displaystyle {\frac {1}{2}}k_{1}Y_{1}^{2}}等等。对于连续系统，该表达式要麻烦得多。
因为引入了无阻尼假设，因此整个系统当y=0时的KE等于v=0时的PE。由于不存在阻尼，系统各点同时达到v=0的状态。
因此，由KE = PE得：
{\displaystyle \sum _{i=1}^{2}\left({\frac {1}{2}}\omega ^{2}Y_{i}^{2}M_{i}\right)=\sum _{i=1}^{2}\left({\frac {1}{2}}K_{i}Y_{i}^{2}\right)}
注意模态振型的实际振幅总会从两边消去。也就是说，假设挠度的真正数值并不重要。我们在意的是振型。
由于{\displaystyle \omega }与B有关，为了找到最小的{\displaystyle \omega }，我们令{\displaystyle d\omega /dB=0}。此时的B的取值可以使得{\displaystyle \omega }最小。由于振型是假设的，通过该方法得到的{\displaystyle \omega }是需要预测的基频的上界。我们需要得到的是这个上界的最小值。
该方法有很多技巧，最重要的是试图找到尽量真实的假设振型。例如在梁的挠曲问题中，使用一个尽量接近真实解得变形模态是明智的。对于大部分简单的梁连接问题，即使振型的阶次很低，一个四次的函数就足够了。弹簧和质量并不必离散，它们可以是连续的或者是杂糅的。只要能够描述分布式的KE和PE，或把连续的单元离散，该方法可以很容易编程来找到复杂分布式系统的自然频率。
该方法可以反复迭代使用，把附加的模态振型叠加到先前的最佳解上。也可以建立一个用许多参数B和振型组合的长表达式，最后对它们求偏导。